# Hans Kornberg
Ser Hans Leo Kornberg, FRS (rođen 14. januara 1928) je britanski biohemičar nemačkog porekla. On je bio Ser Vilijam Danov profesor biohemije na Univerzitetu u Kembridžu od 1975 do 1995, i upravnik Hrišćanskog koledža u Kembridžu od 1982 do 1995.

## Spoljašnje veze
- British Humanist Society Distinguished Supporters
- Jewish Year Book, (2005). стр. 214: List of Jewish Fellows of the Royal Society
- Professor Sir Hans Kornberg FRS in Conversation with Sir James Baddiley FRS October 1990
- Current research interests (Boston University Biology Department)
- Sir Hans Kornberg (Boston University Biology Department)